# ㅕ
ㅕ(여)는 한글 낱자 중 18번째 글자이자 모음으로는 4번째 글자이다. ㅣ와 ㅓ가 결합된 이중모음을 나타낸다. 국제 음성 기호로는 [ jʌ ](표준어), [ jə ](방언), [ jɔ ](문화어)이다.
훈민정음 창제 당시에는 모음 중에 11번째 글자였으나, 현재는 모음 중에 4번째 글자이다. 중세 한국어에서는 [ jə ]로 발음되었던 것으로 추정된다.

## 코드 값
| 종류                  | 글자 | 유니코드 | HTML     |
| --------------------- | ---- | -------- | -------- |
| 한글 호환 자모 영역   | ㅕ   | U+3155   | &#12629; |
| 한글 자모 영역        | ᅟㅕ | U+1167   | &#4455;  |
| 한양 사용자 정의 영역 |   | U+F816   | &#63510; |
| 반각                  | ￊ    | U+FFC6   | &#65482; |

## 같이 보기
- ㅖ
- ㅓ